# Амнон
Амнон — библейский персонаж; перворождённый сын второго царя Израильского царства Давида от его супруги Ахиноамы, родившийся ещё в бытность Давида в Хевроне (ок. 1056 года до н. э.).

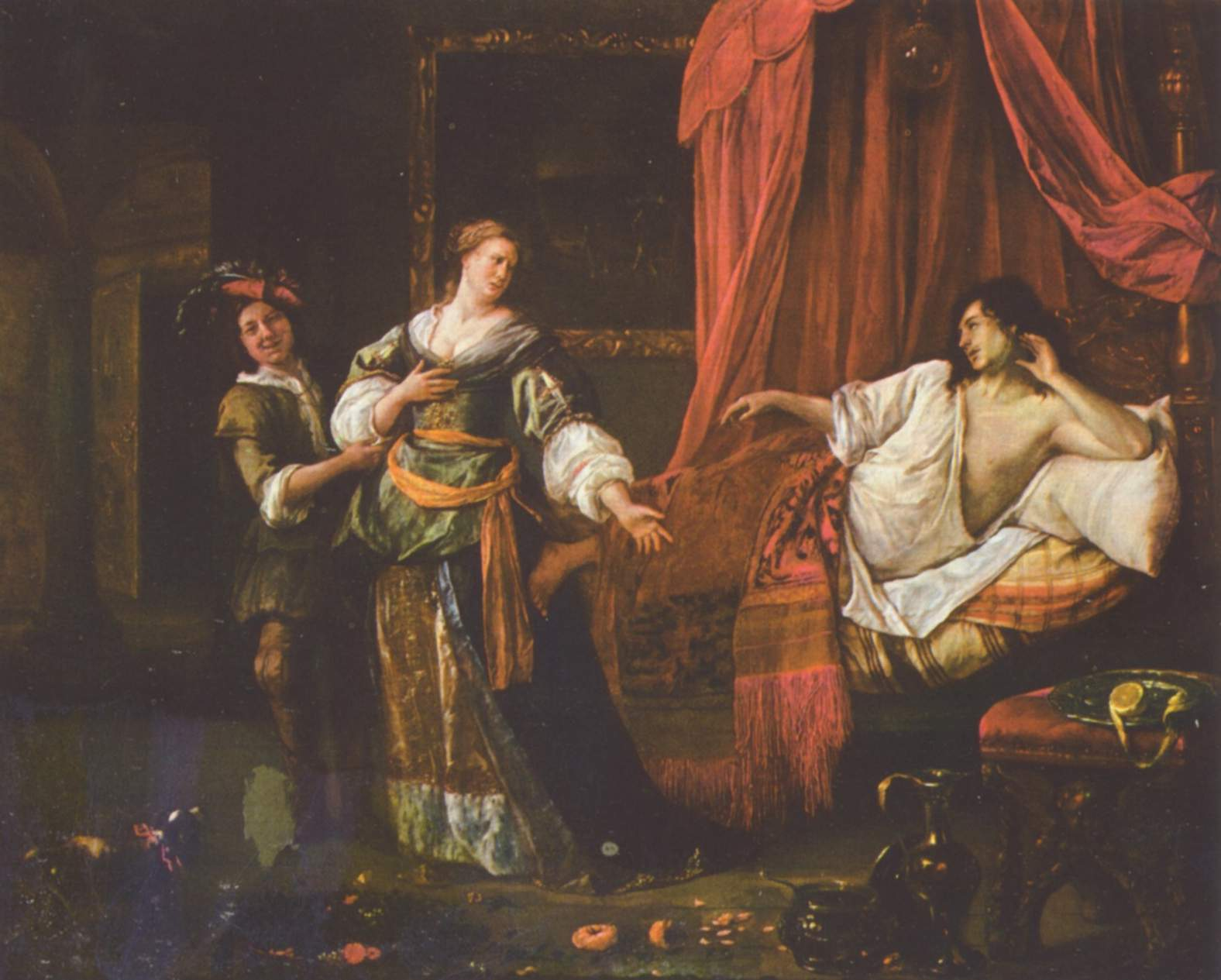
Амнон и Фамарь

Хотя Амнон, как старший сын, был наследником на трон Давида, его прежде всего помнят за изнасилование своей единокровной сестры Фамари (Тамари), дочери царя Давида от другой его жены по имени Мааха.

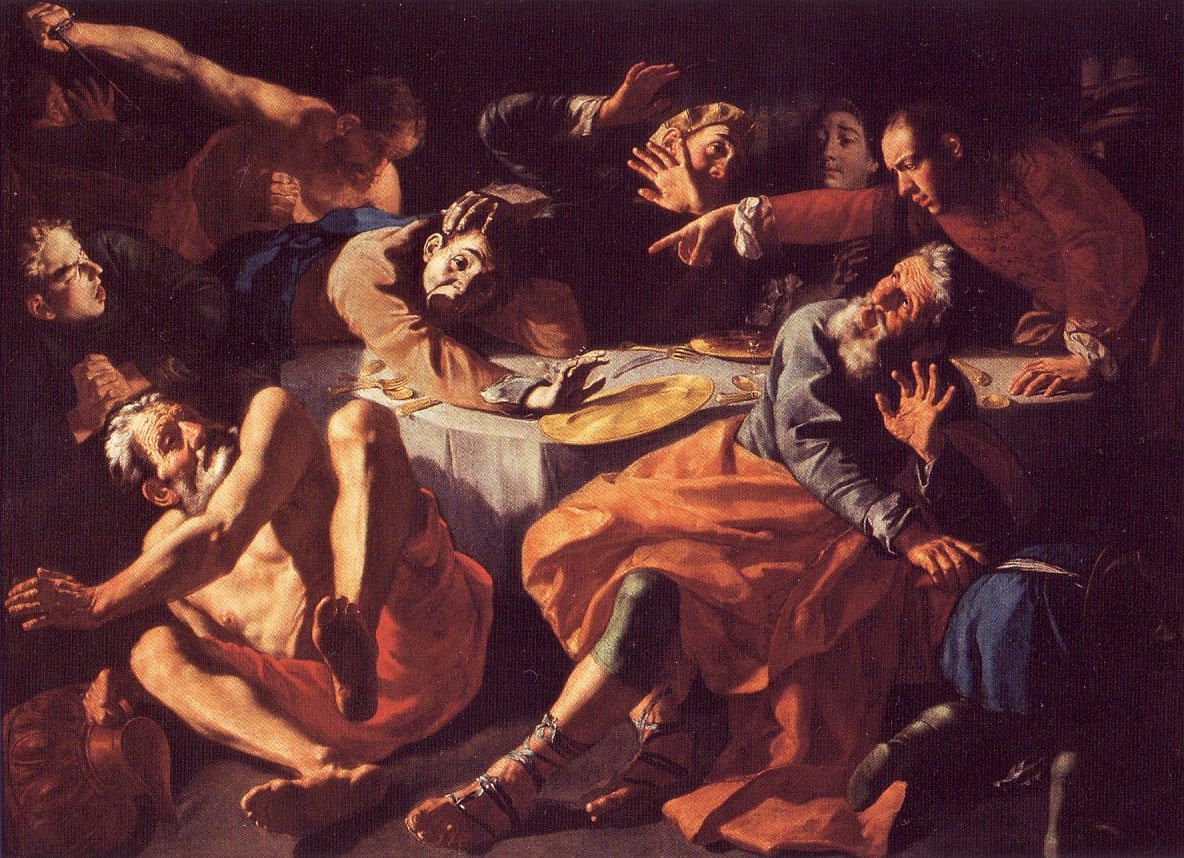
Убийство Амнона

Несмотря на библейский запрет на сексуальные отношения между единокровными братьями и сестрами (Лев. 18:11), Амнон испытывал страстное желание к красавице Фамари. Воспользовавшись советом своего двоюродного брата, Ионадава, сына Шимея (брата Давида), чтобы заманить Фамарь в своё жилище, Амнон притворился больным и попросил Фамарь помочь ему и приготовить специальное блюдо, необходимое для его выздоровления. Когда девушка оказалась в покоях Амнона, тот накинулся на неё и силой ей овладел, а потом выгнал.
Царь Давид должен был или выслать сына или казнить, но ничего не стал делать. Поэтому родной брат Фамари Авессалом «затаил в сердце своём злобу против Амнона и через два года на празднике, бывшем по случаю стрижки овец, приказал своим отрокам убить его» (2Цар. 13:29); в результате чего Амнон заплатил за свой грех жизнью. Но Авессалом позже начал войну против своего отца Давида.